# Lídia Pons i Griera
Lídia Pons i Griera (1944) és una filòloga catalana, catedràtica a la Universitat de Barcelona fins a la seva jubilació el 2014.
Es va doctorar el 1988 amb una tesi sobre Dos fenòmens fònics en la parla de Barberà del Vallès. Va ensenyar la lingüística descriptiva, enfocada especialment a la fonètica, la sintaxi, la morfologia lèxica i la semàntica. Els seus camps de recerca són la variació dialectal i social, en la fonètica, en la lexicologia i en la comunicació publicitària. La seva obra mestra, en col·laboració amb Joan Veny, va ser l'Atles Lingüístic del Domini Català, obra iniciada per Antoni Maria Badia i Margarit i Germà Colón i Domènech el 1952, interrompuda per motius econòmics, i reiniciada després de la fi de la dictadura per l'Institut d'Estudis Catalans el 1989.
Des de 1994 és secretària de la junta de govern de l'Associació Internacional de Llengua i Literatura Catalanes.
Obres
- Atles Lingüístic del Domini Català, amb Joan Veny i Clar[5][6]
- Per una bibliografia extensa vegeu «Obra de Lídia Pons i Griera» a Dialnet.